# Dmitriy Reiherd
Dmitriy Reiherd, né le 1er août 1989 à Öskemen, est un skieur acrobatique kazakh spécialisé dans les épreuves de bosses. 
Au cours de sa carrière, il dispute les Jeux olympiques d'hiver en 2006, 2010 et 2014, y obtient une trente-troisième place puis une dix-huitième place et enfin une cinquième place. Il a, de plus, participé à quatre mondiaux où sa meilleure performance est une dixième place en bosses en parallèle en 2013 à Voss. En coupe du monde il monte à quatre reprises sur un podium dont une victoire en bosses en parallèle le 8 mars 2008 à Aare.

## Palmarès

### Jeux olympiques d'hiver
| Édition/Discipline | Bosses |
| JO 2006            | 33e    |
| JO 2010            | 18e    |
| JO 2014            | 5e     |

### Championnats du monde
| Édition/Discipline | Bosses | Bosses en parallèle |
| Mondiaux 2005      | 45e    | 33e                 |
| Mondiaux 2007      | 21e    | 33e                 |
| Mondiaux 2009      | 15e    | 35e                 |
| Mondiaux 2013      | 22e    | 10e                 |

### Coupe du monde
- Meilleur classement général : 34e en 2008.
- Meilleur classement en bosses : 10e en 2008.
- 4 podiums dont 1 victoire en bosses.